# Дэниелс, Чарльз
Чарльз Мелдрам Дэниелс (англ. Charles Meldrum Daniels; 24 марта 1885, Дейтон, Огайо — 9 августа 1973, Кармел Вэлли Вилладж, Калифорния) — американский пловец, четырёхкратный чемпион летних Олимпийских игр.
Дэниелс был лучшим спортсменом на летних Олимпийских играх 1904 в Сент-Луисе. Он выиграл три заплыва — 220 и 440 ярдов вольным стилем и эстафету 4×50 ярдов вольным стилем. Кроме того, он ещё выиграл серебряную медаль в гонке на 100 ярдов и бронзовую за 50 ярдов вольным стилем. На Играх, он занял пятое место по количеству медалей и четвёртое по сумме золотых наград.
Через два года, Дэниелс принял участие в неофициальных Олимпийских играх 1906 в Афинах м соревновался в двух дисциплинах. Он стал чемпионом на дистанции 100 м вольным стилем и занял четвёртое место вместе со своей командой в эстафете 4×250 м вольным стилем. Однако Международный олимпийский комитет не давал разрешения на проведение этих соревнований, и поэтому формально Дэниельс не выиграл здесь свою четвёртую золотую медаль.
На следующих своих летних Олимпийских играх 1908 в Лондоне Дэниельс выиграл ещё две медали — золотую в гонке на 100 м вольным стилем и бронзовую в эстафете 4х200 м вольным стилем.
Дэниелс установил также несколько достижений вне Олимпийских игр. С 1904 по 1911 год он 31 раз выиграл чемпионат США по плаванию. За четыре дня 1905 года он установил сразу 14 мировых рекордов. Всего, за свою жизнь он побил мировые достижения на всех дистанциях от 25 ярдов до 1 мили. Дэниельс также разработал особую технику кроля, которую он заимствовал из австралийской техники. Она до сих пор используется всеми пловцами вольного стиля с небольшими изменениями.
Дэниелс был включён в Американский Олимпийский зал славы в 1988 году.